# Арынгазы-хан
Арынгазы-хан (Арынгазы Абулгазы-улы) (1783—1833) — хан Младшего жуза (1816—1821), сын султана Абулгазы, внук хивинского хана Каипа, правнук султана Батыра.

## Биография
В 1748 году после гибели хана Абулхаира царское правительство назначило новым ханом Младшего жуза его сына Нуралы-хана (1748—1786). Часть казахской знати, недовольная вмешательством России, избрала своим ханом султана Батыра (ум. 1771). Его сын Каип (ум. 1791) в 1746—1756 годах занимал ханский трон в Хиве, в 1786—1791 годах являлся ханом части южных казахских родов (племя алимулы) Младшего жуза. Сын Каипа — Абулгазы в 1760-х годах также был хивинским ханом, затем после смерти был избран ханом части алимулинских родов в Младшем жузе.
Царское правительство оказывало поддержку исключительно потомкам хана Абулхаира и отказывалось признавать самого Батыра и его потомков.
Переводчик Ярцев описывал его следующим образом: «Наружность его: рост высокий, стройный. Осанка величественная, поступь гордая, лицо красивое, борода небольшая, чёрная, густая; глаза черные, быстрые; приемы и действия надменныя».
Султан Арынгазы воспитывался при дворе хивинского хана, был сторонником сильной ханской власти и мусульманской культуры. После того как его отец Абулгазы был вынужден покинуть Хиву, султан Арынгазы занял резко отрицательную позицию по отношению к Хивинскому ханству.
В 1815 году скончался хан Абулгазы, отец Арынгазы. В апреле 1816 года Арынгазы на народном собрании был избран казахской знатью новым ханом Младшего жуза. Фактическим соправителем нового хана стал его дядя, султан Шергази Каипов.
Арынгазы-хан заменил казахский адат (древние казахские обычаи и старые ханские законы) на исламский шариат. После введения шариата ужесточились наказания за тяжкие преступления, за которые раньше суды биев по адату наказывали только штрафами и откупами. Тогда Арынгазы-хан получил прозвище Тыным-хан («Хан-митроворец»).
Арынгазы пытался создать сильное Казахское ханство путём объединения знати Младшего и Среднего жузов. Он добивался признания его ханом со стороны бухарского эмира, а также некоторое время пользовался поддержкой оренбургского военного губернатора, графа П. К. Эссена, который в 1818 году назначил его председателем ханского совета.
В начале своего правления Арынгазы-хан вынужден был бороться с Хивинским и Кокандскими ханствами. В 1816 году хивинский хан Мухаммед Рахим (годы правления 1806—1825) совершил поход на казахские аулы, а кокандские отряды ещё в 1814 году захватили Туркестан, а в 1817 году построили крепость в урочище Ак-Мешит. Казахские старшины в 1817 и 1819 годах дважды отправляли прошения русскому правительству о смещении Шергазы и назначении Арынгазы. Все казахские роды Младшего жуза и часть Среднего жуза поддерживали Арынгазы-хана. Однако царская администрация отказалась признавать Арынгазы ханом Младшего жуза. В 1818 году хивинский хан назначил ханом в присырдарьинском районе султана Шергазы Каипова, дядю Арынгазы. Сын Шергазы, султан Маненбай (Жангазы), собрал военный отряд и стал совершать набеги на казахские аулы, подчинявшиеся Арынгазы. В 1819 году Арынгазы-хан приказал арестовать на Сырдарье хивинских сборщиков налогов и отправил их в Оренбург. В 1820 году хивинское войско совершило поход на казахские владения. Аул Арынгазы был разорён, в плен были взяты его родственники, больше 300 казахов было убито и около тысячи захвачено в плен. В этой обстановке Арынгазы-хан решил пойти на сближение с Россией, чтобы получить помощь в борьбе против Хивы и Коканда. В том же 1820 году Арынгазы сопровождал русское посольство в Хиву. Глава русского посольства Негри был очарован Арынгазы и отзывался о нём следующим образом: «Сей султан с правилами чести соединяет деятельность, праводушие и мужество». За свои заслуги перед Россией Арынгазы-хан был награждён золотой медалью, украшенной алмазами. Кроме того, ему было назначено жалованье в 500 рублей.
В это же время Арынгазы-хан собрал большие силы и совершил нападение на аулы султана Манембая и разгромил его отряд, заставив своего двоюродного брата бежать в Хиву. Эти действия Арынгазы расстроили планы русского правительства, которое рассчитывало подчинить казахов при помощи Хивинского ханства. После разгрома султана Манембая хивинский хан отказался от переговоров и занял к России резко враждебную позицию.
Зимой 1820—1821 годов Арынгазы-хан продолжал военные действия против хивинцев. Мейендорф писал: «В самых песках он с несколькими лучшими киргизами нашел хивинцев и объявил им войну. Хивинцы, устрашившись, требовали поединка. Султан выбрал лучшего батыра, который победил своего соперника-хивинца. Устрашенные сим хивинцы пустились в бегство, а киргизы, разъяренные,- за ними и многих из них убили. Но, к несчастью, хивинцы приметили, что немного за ними погналось киргизов; единодушно вооружившись, убили всех гнавшихся за ними, а остальные киргизы, услыхавши сие, удалились к Илеку».
В 1821 году Арынгазы-хан был вызван царским правительством в Санкт-Петербург, но в российской столице он был задержан и обвинён в обострении отношений с Хивинским ханством. В 1823 году Арынгазы отправили в ссылку в Калугу. Такое решение было продиктовано стремлением царского правительства избавиться от влиятельного хана, а затем отменить ханскую власть.
Министр иностранных дел Карл Нессельроде в своих докладах на имя царя Александра I прямо говорил о Арынгазы-хане, что столь незаурядный и чрезвычайно популярный в народе правитель представляет собой огромную потенциальную опасность для российских властей, которые в самом ближайшем времени собирались вообще ликвидировать институт ханской власти в казахской степи.
В 1826 году оренбургский губернатор Пётр Эссен безуспешно обращался к новому императору Николаю I с просьбой о возвращении Арынгазы в Младший жуз для назначения его султаном-правителем одной из его частей. «Мне, как местному начальнику, — писал губернатор — надлежит строгий долг находить средства для блага народа. Я признаю, что оное будет восстановлено совершенно, ежели султан Арунгазы, обладающий всеми потребными к тому качествами и доказавший в прежнее время добрые расположения своими многими важными заслугами, — будет возвращен в аулы и утвержден правителем упомянутой Средней части. Сие средство есть ближайшее и единственное к достижению благих намерений Правительства в отношении подведомых оренбургскому начальству киргиз, не престающих горько и единодушно сетовать на удаление от них Арунгазы, и я ходатайствую об освобождении его и облечении в достоинство султана Правителя».
Министр иностранных дел Карл Васильевич Нессельроде отвечал на обращение Эссена: «Арунгазы смел, властолюбив и щедр, а потому может быть умеет вселить любовь к себе или вперяя страх, сделаться единственным властителем в орде и тогда мы не будем следовать нашим направлениям и мы должны будем стараться удовлетворить его требования».
В 1828 году группа султанов и старшин Младшего жуза также обращалась с прошением к царском властям о возвращении Арынгазы в степи, но получила отказ.
Арынгазы постоянно проживал в Калуге, ежегодно на его содержание выплачивалось 18 тысяч рублей серебром. Ему даже был разрешён выезд на постоянное местожительство в Москву. В 1829 году хан женился на дочери богатого московского купца. В 1833 году, находясь на охоте в окрестностях Калуги, Арынгазы простудился и вскоре умер.